# Минстрел
Минстрел или менстрел (фр. ménestrel, од лат.  — „слуга”) је у средњем веку био професионални музичар који је обично свирао на племићким дворовима.
Тачније, то је био општи назив за сваког професионалног извођача средњовековног лирског или епског песништва који је био у служби племића. У Енглеској су минстрели крајем 14. века имали и своју школу, а били су ближи жонглерима и хистрионима него трубадурима јер су углавном изводили туђе, а не своје песме.
Касније је то био назив за народног певача. Минстрел је у Сједињеним америчким државама током 19. века био члан забављачке групе која је изводила певачке и плесне нумере и скечеве.